# Associació Americana de Sociologia

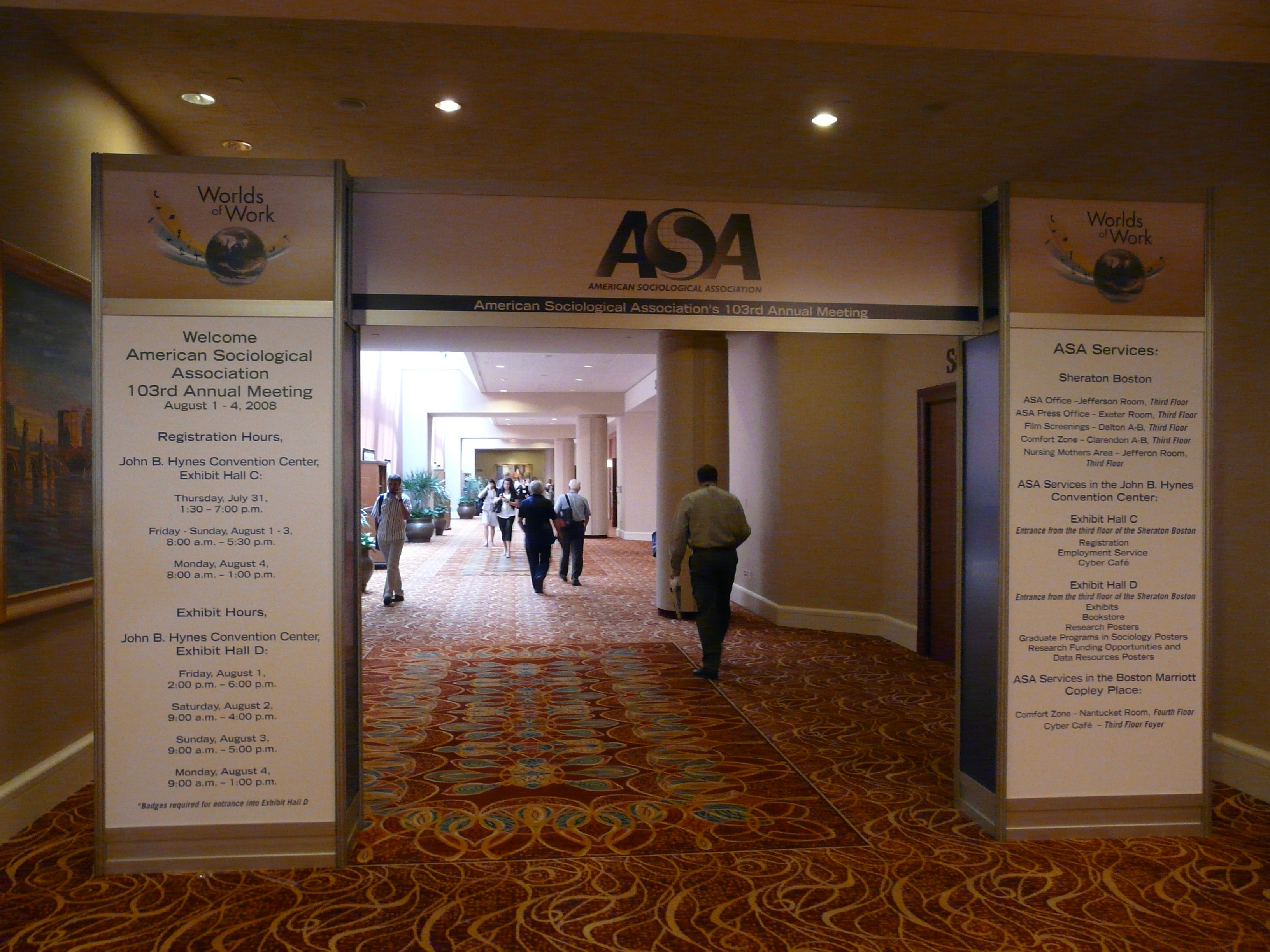
Entrada del congrés de la ASA del 2008, celebrat a Boston

L'Associació Americana de Sociologia (American Sociological Association, ASA, per les seves sigles en anglès), fundada el 1905 amb el nom d'American Sociological Society (ASS), és una organització sense ànim de lucre dedicada a l'avenç de la sociologia com a disciplina d'estudi i professió. L'ASA es marca com a propòsit donar suport als sociòlegs en la seva tasca i promocionar les seves contribucions a la societat.
ASA celebra anualment un congrés, l'American Sociological Association Annual Meeting, que compta amb la presència d'uns 6000 participants. A més, l'ASA edita diverses publicacions acadèmiques, entre les quals destaca l'American Sociological Review.
Amb uns 13.000 membres, entre els quals es troben professors, alumnes, investigadors i becaris, l'ASA és l'associació professional de sociologia més gran del món.

## Presidents
El primer president de l'ASA va ser Lester Frank Ward, considerat el pare de la sociologia nord-americana. Durant aquests anys han ocupat la presidència de l'Associació destacats sociòlegs com Charles Horton Cooley el 1918, Talcott Parsons el 1949, Robert Merton el 1957, Erving Goffman el 1982, James Coleman el 1992, Seymour Martin Lipset el 1993, Amitai Etzioni el 1995 o Patricia Hill Collins el 2009.

## Iniciativa Viquipèdia
A la tardor de 2011, l'ASA va presentar el projecte Sociology in Wikipedia. L'objectiu general de la iniciativa és que els sociòlegs s'involucrin en els processos d'escriptura i edició per assegurar que els articles sobre ciències socials estiguin actualitzats, complets, precisos i escrits apropiadament. Erik Olin Wright, president de l'Associació en aquell període, va demanar millorar les entrades sobre sociologia motivant els professors i els estudiants a dur a terme tasques d'escriptura viquipedista a classe. En col·laboració amb la Fundació Wikimedia i un grup de recerca de la Universitat Carnegie Mellon, l'ASA va desenvolupar un Portal Viquipèdia propi que proporciona tutorials sobre com contribuir-hi, debats virtuals de normes i procediments, llistes d'articles i àrees temàtiques que necessitaven millores.

## Publicacions periòdiques
L'ASA edita periòdicament onze publicacions:
- American Sociological Review
- City and Community
- Contemporary Sociology
- Contexts
- Journal of Health and Social Behavior
- Journal of World-Systems Research
- Social Psychology Quarterly
- Sociological Methodology
- Sociological Theory
- Sociology of Education
- Teaching Sociology